# Amada Martínez
Amada Martínez Benítez (Paraguay, 22 de octubre de 1985) es una defensora de derechos humanos paraguaya. Es lideresa de la comunidad indígena Tekoha Sauce, del Pueblo Avá Guaraní Paranaense, situado a la vera del Río Paraná, en la frontera entre Brasil y Paraguay.

## Trayectoria
Martínez es docente en su comunidad y, desde 2014, se desempeña como vocera de las problemáticas que enfrenta su comunidad, que fue desalojada de sus territorios ancestrales en la década del 1970 debido a la construcción de la Represa del Itaipú. La comunidad Tekoha Sauce se encuentra refugiada en una reserva natural de la hidroeléctrica Itaipú Binacional, aguardando que el diálogo con el Estado pueda avanzar para asegurar la restitución de sus tierras ancestrales y el cumplimiento de sus derechos.
Como parte de su trabajo de la defensa de los derechos de su comunidad, Martínez ha contribuido al fortalecimiento de la articulación de mujeres de la comunidad. También ha participado de espacios de capacitación a nivel nacional e internacional sobre el acceso a la alimentación, la protección de personas defensoras y otros temas. Su lucha y la de su padre, el líder indígena Cristóbal Martínez, fue reportada en un informe de Amnistía Internacional sobre la criminalización de las personas defensoras del medio ambiente, la tierra y el territorio en Perú y Paraguay.
El 8 de agosto de 2018, Martínez, su hermana, su hijo, dos sobrinos menores de edad y un taxista fueron perseguidos e interceptados al salir de su comunidad por una camioneta con el logo de la hidroeléctrica Itaipú Binacional y cinco hombres a bordo. Tres de ellos, armados con escopetas y un revólver, bajaron de la camioneta portando pasamontañas y uniforme de guardabosques. Mientras uno apuntaba a Martínez al rostro con una escopeta, otro la amenazó diciéndole que ya la encontrarían sola en el camino y que era una “mujer bocona”.
Algunos días antes de este asalto, Martínez se había reunido con autoridades del Estado de Paraguay para discutir la situación de los derechos humanos de los miembros de la comunidad, sus derechos territoriales y las consecuencias que padecen debido al despojo territorial por la construcción de la hidroeléctrica. En la misma semana, había denunciado además esta situación ante el Relator Especial de las Naciones Unidas sobre la situación de los defensores de derechos humanos.

### Desalojo durante la dictadura stronista
El padre de Martínez, Cristóbal, y su abuela se enteraron de las intenciones de construir la hidroeléctrica con unos relevamientos en 1974. Eran años en los que el régimen dictatorial de Alfredo Stroessner se iba consolidando con todo tipo de violaciones a derechos humanos, como persecuciones políticas, detenciones arbitrarias y torturas, entre otros. Les anunciaron que tendrían que abandonar sus tierras porque, con la construcción de la represa, las aguas subirían y sus tierras serían inundadas. Pero, según Martínez, les prometieron que podrían retornar cuando las aguas bajaran, cosa que nunca ocurrió.
El informe de la Comisión Nacional de la Verdad (CNV) de Brasil hace mención a las violaciones de derechos humanos cometidas por el régimen militar (1964-1985), en donde se detalla en un capítulo especial las violaciones contra los pueblos indígenas. Entre ellas, se identifican las ocasionadas por la construcción de la Binacional Itaipú. El informe final de la Comisión de Verdad y Justicia de Paraguay hace muy poca mención de los agravios cometidos contra los avá guaraní paranaenses del lado paraguayo.

### Desalojo del 2016
Después de más de 30 años del desalojo inicial, en 2015 los sauceños retornaron a sus tierras ancestrales, que actualmente son unas tierras fiscales ubicadas frente a la Reserva Limoy de Itaipú. Pero un año después sufrieron otro violento desalojo. El 30 de septiembre de 2016, doce patrulleras, agentes del Grupo Especial de Operaciones (GEO) de la Policía Nacional, un escuadrón de la Policía Montada y funcionarios del Instituto Paraguayo del Indígena (INDI) ingresaron a las tierras y destruyeron la aldea. Autoridades judiciales y policiales admitieron que durante el desalojo se cometieron graves errores. El Indi y la Itaipú prometieron una ayuda que nunca llegó. Actualmente, la comunidad se encuentra en la Reserva Limoy esperando que el Estado resuelva su situación.